# Günther Steines
Günther Steines (ur. 28 września 1928 w Pfalzel, zm. 4 czerwca 1982 w Mayen) – zachodnioniemiecki lekkoatleta (średniodystansowiec i sprinter), medalista olimpijski z 1952.
Zdobył brązowy medal na igrzyskach olimpijskich w 1952 w Helsinkach w sztafecie 4 × 400 metrów (biegła w składzie: Hans Geister, Steines, Heinz Ulzheimer i Karl-Friedrich Haas). Sztafeta ustanowiła wówczas rekord Europy czasem 3:06,6. Na tych samych igrzyskach Steines zajął 6. miejsce w finale biegu na 800 metrów.
Był mistrzem Niemiec w biegu na 800 metrów w 1950 i 1952, wicemistrzem w 1949 oraz brązowym medalistą w 1948, a także mistrzem w sztafecie 4 × 400 metrów w 1950.
Rekordy życiowe:
| Konkurencja        | Data i miejsce | Wynik  |
| ------------------ | -------------- | ------ |
| bieg na 400 metrów | 1952           | 48,5   |
| bieg na 800 metrów | 1952           | 1:49,5 |

Jego młodszy brat Bert Steines był również znanym lekkoatletą specjalizującym się w biegu na 110 metrów przez płotki, medalistą mistrzostw Europy w 1954.